# New England Revolution
New England Revolution ist ein Franchise der Profifußball-Liga Major League Soccer (MLS) aus Foxborough, Massachusetts. Das Franchise wurde 1995 gegründet und nahm in der Premierensaison 1996 den Spielbetrieb auf.

## Geschichte
Die Revs gehörten zu den Gründungsmitgliedern der MLS. In den ersten sechs Jahren der Vereinsgeschichte erreichten die Revs nur zweimal die Playoffs. Ab 2001 stellte sich der Erfolg ein, als die Revs das Finale des Lamar Hunt U.S. Open Cup erreichten.
Ein Jahr später erreichten die Revs den MLS Cup, wo man im eigenen Stadion auf die LA Galaxy traf. Nach Verlängerung unterlag man mit 0:1. 2003 und 2004 kam das Aus im Halbfinale, ehe man 2005 wieder den MLS Cup erreichte. Das Spiel wurde zu einem Déjà-vu: Wieder war der Gegner die LA Galaxy und erneut verloren die Revs mit 0:1 nach Verlängerung. Die Finalteilnahme brachte dem Verein einen Platz im CONCACAF Champions Cup. Das Heimspiel gegen LD Alajuelense aus Costa Rica wurde auf Bermuda ausgetragen, obwohl viele Fans der Meinung waren, dass ein Heimspiel im kalten Winterwetter von Foxborough vorteilhaft wäre. Nach dem 0:0 im Hinspiel schied man nach einer 0:1-Niederlage in Costa Rica aus.
2006 erreichten die Revs zum dritten Mal den MLS Cup. Diesmal war Houston Dynamo der Gegner. Taylor Twellman brachte die Revs in der Verlängerung in Führung. Weil Houston ausgleichen konnte, ging das Spiel ins Elfmeterschießen, welches Dynamo für sich entscheiden konnte.
2007 erreichte man wieder das Finale des MLS Cups. Auch hier traf Revolution wieder auf Houston Dynamo. Das Spiel ging 1:2 aus Sicht der Revs verloren. Taylor Twellman konnte die Mannschaft zwar in der 20. Spielminute in Führung bringen, diese wurde aber durch zwei Tore in der zweiten Halbzeit von Houston zunichtegemacht. Damit haben die Revs als erstes MLS-Team drei MLS Cups in Folge verloren. Einen Erfolg konnte das Team aus Massachusetts aber trotzdem in dieser Saison erreichen: Zum ersten Mal in der Vereinsgeschichte wurde New England Revolution Pokalsieger. Man bezwang im Finale den FC Dallas mit 3:2.
2008 gewannen die Revs die SuperLiga im Elfmeterschießen gegen Houston Dynamo. Bei der Zweitauflage dieses Turnieres zwischen mexikanischen und US-amerikanischen Mannschaften stand die Mannschaft aus Massachusetts zum ersten Mal im Finale. Ein Jahr später erreichte man im selben Turnier das Halbfinale.
Die Saison 2009 endete im Viertelfinale der Play-offs, vorher belegte die Mannschaft den dritten Platz in der Eastern Conference und sicherte sich ganz knapp vor DC United die Qualifikation. Die Revs nahmen auch zum ersten Mal an der CONCACAF Champions League teil, kamen aber über die Qualifikationsrunde nicht hinaus.
Im Jahr 2010 schaffte New England Revolution zum ersten Mal seit neun Jahren nicht den Sprung in die Play-offs. Auch im US Open Cup war die Mannschaft nicht erfolgreich. Im Qualifikationsspiel gegen die New York Red Bulls unterlag man mit 3:0. Auch in der darauffolgenden Saison konnte die Mannschaft nicht die Play-offs erreichen. Ende 2011 trennte sich der Klub vom Trainer Steve Nicol, der die Mannschaft zehn Jahre lang betreut hatte.

## Farben und Wappen
Das Wappen der Revs ist der Flagge der Vereinigten Staaten nachempfunden. Anstatt der 50 Sterne auf blauen Grund, sieht man hier einen Fußball aus Sternen geformt. Es ähnelt dem Logo der UEFA Champions League.
Die Teamfarben sind marineblau und rot.

## Stadion
- Foxboro Stadium; Foxborough (1996–2001)
- Gillette Stadium; Foxborough (seit 2002)
- Lusitano Stadium; Ludlow (Massachusetts) (2003–2005) 3 Spiele im US Open Cup
- Veterans Stadium; New Britain (Connecticut) (2007–2009) 4 Spiele im US Open Cup

Heimstadion ist das Gillette Stadium, welches sich das Franchise mit den New England Patriots aus der National Football League teilt. Bis 2001 spielten beide Clubs im Foxboro Stadium, welches neben dem Gillette Stadium stand und mittlerweile abgerissen wurde. Das Stadion fasst bei Fußballspielen 20.000 Zuschauer.
Am 14. Juni 2006 gab die MLS bekannt, dass New England ein fußballspezifisches Stadion bauen möchte und nach einem geeigneten Standort sucht. Am 2. August 2007 berichtete der Boston Herald über die Aufnahme von Gesprächen zwischen der Stadt Somerville (Massachusetts) und den Revs. Hierbei würde ein 20.000 bis 25.000 Zuschauer fassendes Stadion entstehen, welches an der Interstate 93 liegen würde. Die Kosten würden sich auf 50 bis 200 Millionen Dollar belaufen. Nach einer zweijährigen Pause wurden die Pläne zum Bau eines Stadions in Somerville wieder aktuell, da die Massachusetts Bay Transportation Authority die Planung zum Ausbau ihrer Linien angeschlossen hat. Seit Herbst 2016 gibt es Pläne für ein Stadion in Dorchester (Boston) auf ein Gelände eines ehemaligen Einkaufszentrums aktuell im Besitz der University of Massachusetts Boston ist.

## Fans, Rivalen und Sponsoren

### Fangruppierungen
Die Revs haben drei große Fangruppierungen. Die „Midnight Riders“ ehren mit ihren Namen den berühmten Ritt von Paul Revere, der während der Amerikanischen Revolution die Ankunft britischer Truppen verkündete. Die zweite große Gruppierung nennt sich „Rev Army“. Beide Fanclubs nehmen die Nordtribüne des Gillette Stadiums ein. Die Tribüne wird von den Fans „The Fort“ genannt. Eine weitere Gruppierung ist The Rebellion.

### Rivalitäten
Größter Rivale der Revs ist New York Red Bulls. Als im Jahr 2013 das Team New York City FC gegründet wurde, gab es aufgrund der geografischen Lage ebenfalls direkt eine Rivalität. Dieses beruht auf anderen sportlichen Rivalitäten zwischen den Städten Boston und New York, wie z. B. die Boston Celtics und New York Knicks Rivalität in der NBA oder die New York Yankees und Boston Red Sox Rivalität in der MLB bzw. in National Football League zwischen New England Patriots und New York Jets und Boston Bruins und New York Rangers in der National Hockey League. Seit 2002 hatten die Revs zu Hause kein Spiel gegen die Red Bulls verloren. Diese Serie endete 2014.
In den vergangenen Jahren wuchsen die Spannungen mit D.C. United und Chicago Fire.

## Organisation

### Eigentümer
Besitzer von Revolution ist der US-amerikanische Geschäftsmann Robert K. Kraft, welcher Vorsitzender der The Kraft Group ist. Neben den Revs gehören ihm noch das NFL-Franchise New England Patriots und das Gillette Stadium. Neben Robert Kraft ist auch sein Sohn Jonathan Kraft Besitzer und Hauptinvestor des Fußball-Franchises.

### Sponsoren
Trikotsponsor der Revs ist das US-amerikanische Versicherungsunternehmen UnitedHealth Group.

## Medien
Alle Spiele von New England Revolution werden über das regionale TV-Netzwerk Comcast SportsNet New England ausgestrahlt. Landesweit sind ausgewählte Spiele über ESPN, ESPN2 und FOX Soccer Channel zu empfangen.
Im Radio können alle Spiele über den Sender WBZ-FM empfangen werden.

## Spieler und Mitarbeiter

### Aktueller Kader
Stand: 26. August 2023
| Nr. |                    | Position | Name                                          |
| --- | ------------------ | -------- | --------------------------------------------- |
| 1   | Tschechien         | TW       | Tomáš Vaclík                                  |
| 2   | Vereinigte Staaten | AB       | David Romney                                  |
| 3   | Vereinigte Staaten | AB       | Omar Gonzalez                                 |
| 4   | Vereinigte Staaten | AB       | Henry Kessler                                 |
| 5   | Argentinien        | MF       | Tomás Chancalay (ausgeliehen von Racing Club) |
| 6   | Venezuela          | AB       | Christian Makoun                              |
| 7   | Argentinien        | ST       | Gustavo Bou                                   |
| 8   | Vereinigte Staaten | MF       | Matt Polster                                  |
| 9   | Albanien           | ST       | Giacomo Vrioni                                |
| 10  | Spanien            | MF       | Carles Gil ()                                 |
| 11  | Kolumbien          | MF       | Dylan Borrero                                 |
| 12  | Vereinigte Staaten | ST       | Justin Rennicks                               |
| 13  | Brasilien          | MF       | Maciel                                        |
| 14  | Vereinigte Staaten | MF       | Ian Harkes                                    |
| 15  | Vereinigte Staaten | AB       | Brandon Bye                                   |
| 16  | Ghana              | MF       | Joshua Bolma                                  |

| Nr. |                    | Position | Name                |
| --- | ------------------ | -------- | ------------------- |
| 17  | Vereinigte Staaten | ST       | Bobby Wood          |
| 18  | Ghana              | MF       | Emmanuel Boateng    |
| 21  | Spanien            | MF       | Nacho Gil           |
| 22  | Vereinigte Staaten | MF       | Jack Panayotou      |
| 24  | Vereinigte Staaten | AB       | DeJuan Jones        |
| 26  | Vereinigte Staaten | MF       | Tommy McNamara      |
| 28  | Kanada             | MF       | Mark-Anthony Kaye   |
| 29  | England            | MF       | Noel Buck           |
| 34  | Vereinigte Staaten | MF       | Ryan Spaulding      |
| 36  | Vereinigte Staaten | TW       | Earl Edwards Jr.    |
| 44  | Vereinigte Staaten | AB       | Ben Sweat           |
| 47  | Vereinigte Staaten | MF       | Esmir Bajraktarević |
| 72  | Costa Rica         | MF       | Damian Rivera       |
| 88  | Vereinigte Staaten | AB       | Andrew Farrell      |
| 98  | Vereinigte Staaten | TW       | Jacob Jackson       |

### Bisherige Spieler
→ siehe Hauptartikel: Liste der Spieler der New England Revolution

### Trainer
- Frank Stapleton (1996)
- Thomas Rongen (1996–1998)
- Walter Zenga (1998–1999)
- Steve Nicol (1999) Interim,
- Giuseppe Galderisi (1999–2000)
- Fernando Clavijo (2000–2002)
- Steve Nicol (2002–2011)
- Jay Heaps (2011–2017)
- Brad Friedel (2017–2019)
- Bruce Arena (2019–2023)

## Jugend und Entwicklung

### New England Revolution II
Zur Saison 2022 wurde ein Farmteam, New England Revolution II, für die neue MLS Next Pro gegründet.

### Revolution Academy
Die Jugend- und Spielerentwicklungsstruktur bei New England Revolution heißt Revolution Academy. Diese beinhaltet an deren Spitze die Jugendmannschaften der Altersklassen U-14, U-16 und U-18, welche in den Ligen der US Soccer Development Academy antreten. Darunter und parallel gibt es weitere Programme, wie z. B. die Residential Academy (10 bis 17 Jahre) und das Revolution Training Center (12 bis 14 Jahre). Die jüngeren können ab einem Alter von 8 Jahren in der Regional Development School anfangen. Diese Programme beziehen auch regionale Jugendfußballklubs mit ein, die bei ihrer Arbeit unterstützt werden.

### USL Partnerschaft
Nach der Auflösung der MLS Reserve League gibt es die Möglichkeit, Partnerschaften mit Franchises der USL Championship einzugehen. Die Revs hatten eine solche Partnerschaft mit den Rochester Rhinos bis zur Saison 2017. Aktuell hat New England Revolution keine Partnerschaft mit einer Mannschaft aus den Ligen der United Soccer League.

## Erfolge
- MLS Cup
  - Finale (5): 2002, 2005, 2006, 2007, 2014

- MLS Eastern Conference
  - Sieger (Play-off) (5): 2002, 2005, 2006, 2007, 2014
  - Sieger (Regular Season) (2): 2002, 2005

- Lamar Hunt U.S. Open Cup
  - Sieger (1): 2007
  - Finale (2): 2001, 2016

- North American SuperLiga
  - Sieger (1): 2008
  - Finale (1): 2010

## Statistiken

### Saisonbilanz
| Saison | Regular Season  | Play-offs             | Lamar Hunt U.S. Open Cup | CONCACAF Champions League |
| ------ | --------------- | --------------------- | ------------------------ | ------------------------- |
| 1996   | 5. Platz (Ost)  | nicht qualifiziert    | nicht qualifiziert       | nicht qualifiziert        |
| 1997   | 4. Platz (Ost)  | Viertelfinale         | Achtelfinale             | nicht qualifiziert        |
| 1998   | 6. Platz (Ost)  | nicht qualifiziert    | nicht qualifiziert       | nicht qualifiziert        |
| 1999   | 5. Platz (Ost)  | nicht qualifiziert    | nicht qualifiziert       | nicht qualifiziert        |
| 2000   | 2. Platz (Ost)  | Viertelfinale         | 2. Runde                 | nicht qualifiziert        |
| 2001   | 3. Platz (Ost)  | nicht qualifiziert    | Finale                   | nicht ausgetragen         |
| 2002   | 1. Platz (Ost)  | Finale                | nicht qualifiziert       | nicht qualifiziert        |
| 2003   | 2. Platz (Ost)  | Halbfinale            | Viertelfinale            | Achtelfinale              |
| 2004   | 4. Platz (Ost)  | Halbfinale            | Achtelfinale             | nicht qualifiziert        |
| 2005   | 1. Platz (Ost)  | Finale                | Achtelfinale             | nicht qualifiziert        |
| 2006   | 2. Platz (Ost)  | Finale                | Viertelfinale            | Viertelfinale             |
| 2007   | 2. Platz (Ost)  | Finale                | Sieger                   | nicht qualifiziert        |
| 2008   | 3. Platz (Ost)  | Viertelfinale         | Halbfinale               | nicht qualifiziert        |
| 2009   | 3. Platz (Ost)  | Viertelfinale         | Achtelfinale             | Vorrunde                  |
| 2010   | 6. Platz (Ost)  | nicht qualifiziert    | 2. Qualifikationsrunde   | nicht qualifiziert        |
| 2011   | 9. Platz (Ost)  | nicht qualifiziert    | 3. Qualifikationsrunde   | nicht qualifiziert        |
| 2012   | 9. Platz (Ost)  | nicht qualifiziert    | 3. Runde                 | nicht qualifiziert        |
| 2013   | 3. Platz (Ost)  | Conference Halbfinale | Viertelfinale            | nicht qualifiziert        |
| 2014   | 2. Platz (Ost)  | Finale                | Viertelfinale            | nicht qualifiziert        |
| 2015   | 5. Platz (Ost)  | Knockout round        | 4. Runde                 | nicht qualifiziert        |
| 2016   | 7. Platz (Ost)  | nicht qualifiziert    | Finale                   | nicht qualifiziert        |
| 2017   | 7. Platz (Ost)  | nicht qualifiziert    | Viertelfinale            | nicht qualifiziert        |
| 2018   | 8. Platz (Ost)  | nicht qualifiziert    | 4. Runde                 | nicht qualifiziert        |
| 2019   | 7. Platz (Ost)  | Knockout round        | 5. Runde                 | nicht qualifiziert        |
| 2020   | 7. Platz (Ost)  | Halbfinale            | Turnier abgesagt         | nicht qualifiziert        |
| 2021   | 1. Platz (Ost)  | Viertelfinale         | Turnier abgesagt         | nicht qualifiziert        |
| 2022   | 10. Platz (Ost) | nicht qualifiziert    | 5. Runde                 | Viertelfinale             |

1. ↑  Seit 2002 beginnt der Wettbewerb jeweils im Herbst des vorherigen Jahres. Bis 2008 unter dem Namen CONCACAF Champions’ Cup.

### Vereinsrekorde
Diese Rekorde beziehen sich auf die Regular Season bis einschließlich der Saison 2016:
- Meiste Spiele:  Shalrie Joseph, 261
- Meiste Tore:  Taylor Twellman, 101
- Spielentscheidende Tore:  Taylor Twellman, 28
- Meiste Assists:  Steve Ralston, 73

### Besucherschnitt
Regular Season/Play-offs
- 1996: 19.025[9] / nicht qualifiziert
- 1997: 21.423[10] / 16.233[6]
- 1998: 19.188[11] / nicht qualifiziert
- 1999: 16.735[12] / nicht qualifiziert
- 2000: 15.463[13] / 10.723[6]
- 2001: 15.645[14] / nicht qualifiziert
- 2002: 16.927[15] / 19.018[6]
- 2003: 14.641[16] / 14.823[6]
- 2004: 12.226[17] / 5.679[6]
- 2005: 12.525[18] / 13.849[6]
- 2006: 11.786[19] / 9.372[6]
- 2007: 16.787[20] / 10.217[6]
- 2008: 17.580 / 5.221[6]
- 2009: 13.732 / 7.416[6]
- 2010: 12.987 / nicht qualifiziert
- 2011: 13.222 / nicht qualifiziert
- 2012: 14.002 / nicht qualifiziert